# Aleksei Abrikóssov
Aleksei Alekséievitx Abrikóssov, rus: Алексе́й Алексе́евич Абрико́сов, (Moscou, 25 de juny de 1928 – Palo Alto, 29 de març de 2017) va ser un físic rus nacionalitzat estatunidenc, guardonat amb el Premi Nobel de Física l'any 2003.

## Biografia
Va néixer el 25 de juny de 1928 a la ciutat de Moscou, en aquells moments capital de l'URSS i avui dia capital de Rússia, com a fill d'una parella de metges: el professor Aleksei Ivànovitx Abrikóssov i la doctora Fani Abrikóssova, de soltera Wulf. Va estudiar física a la Universitat Estatal de Moscou, on es llicencià el 1948. Entre 1948 i 1965 treballà a l'Institut per als Problemes Físics, on aconseguí el doctorat l'any 1951 sota la direcció de Lev Davídovitx Landau.
Des de 1965 fou professor a la Universitat Estatal de Moscou. L'any 1987 fou nomenat membre de l'Acadèmia Soviètica de les Ciències, denominada a partir de l'any 1991 Acadèmia Russa de les Ciències, i de la qual encara n'és membre. Així mateix també és membre de l'Acadèmia Nacional de Ciències dels Estats Units i de la delegació estrangera de la Royal Society.

## Recerca científica
Interessat en la física de l'estat sòlid, inicià els seus treballs a l'entorn de la superconductivitat i la superfluïdesa. L'any 1952 Abrikóssov descobrí la manera com el flux magnètic pot penetrar en un superconductor. Aquest fenomen fou descrit com a superconductivitat de tipus II. Des de 1991 treballà al Laboratori Nacional d'Argonne, situat a l'estat nord-americà d'Illinois.
L'any 2003 fou guardonat amb el Premi Nobel de Física, premi compartit amb el físic rus Vitali Ginzburg i el nord-americà Anthony James Leggett, per la seva contribució pionera a la teoria de la superconductivitat i superfluïdesa.